# Lophira lanceolata
Espèce
Synonymes
- Lophira spathulata Tiegh.[1]

Lophira lanceolata est une espèce de plantes à fleurs de la famille des Ochnaceae et du genre Lophira, présente en Afrique tropicale.

## Description
C'est un arbre de 10 à 15 m(occasionnellement 24 m) de hauteur, à écorce liégeuse et fleurs blanches. Les fruits, d'une taille de 2 cm, sont plus larges que ceux de Lophira alata.
L. lanceolata et L. alata, différentes d'aspect et d'habitat, sont néanmoins deux espèces botaniquement très proches, c'est pourquoi on les distingue difficilement dans un herbier, sauf par leurs rameaux,  lisses chez L. alata et écailleux liégeux chez L. lanceolata.

## Distribution
L'espèce est présente en Afrique tropicale, en Sierra Leone et au Cameroun, au Gabon et en république démocratique du Congo. En gbaya elle est connue sous le nom "kofia".

## Habitat
On la rencontre dans la savane arborée, à une altitude généralement comprise entre 530 (voire moins) et 1 100 m. C'est l'une des premières espèces de retour après un récent déboisement.

## Utilisation
Les graines fournissent une huile comestible. On s'en sert aussi pour fabriquer du savon et des lubrifiants.
Le bois est très dur, dense, très résistant. On l'utilise localement dans la construction. C'est aussi un excellent bois de chauffe et une bonne source de charbon de bois.
Les différentes parties de la plante connaissent de multiples utilisations en médecine traditionnelle. De nombreux travaux de recherche leur sont consacrés, qui ont confirmé la présence de composés actifs.